# Euhesma crabronica
Euhesma crabronica är en biart som först beskrevs av Cockerell 1914.  Euhesma crabronica ingår i släktet Euhesma och familjen korttungebin. Inga underarter finns listade i Catalogue of Life.

## Bildgalleri

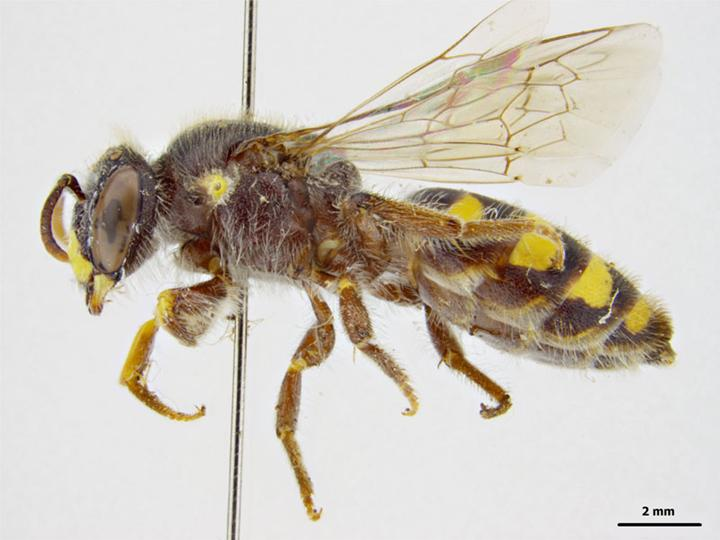
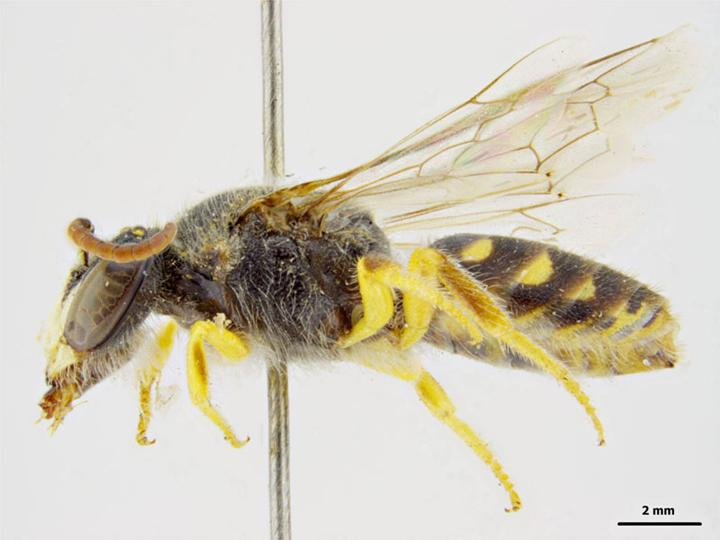